# Чжуанська Вікіпедія
Чжуанська Вікіпедія — розділ Вікіпедії чжуанською мовою. Створена у 2004 році. Чжуанська Вікіпедія станом на 27 березня 2025 року містить 2969 статей, 11 673 зареєстрованих користувачів, 20 активних дописувачів, 1 адміністратора
. Загальна кількість сторінок в чжуанській Вікіпедії — 5434, редагувань — 42 363, мультимедійні файли відсутні
. Глибина (рівень розвитку мовного розділу) чжуанської Вікіпедії дуже мала і становить лише 5.4 пунктів
. 

## Історія
- Червень 2009 — створена 100-та стаття[3].
- Липень 2015 — створена 1 000-на стаття[3].